# Хутштайнер, Джордж Эдвард
Джордж Эдвард Хутштайнер (англ. George Edward Huthsteiner) (17 февраля 1891, Телл-Сити, Индиана, США — 29 июня 1967, округ Лос-Анджелес, Калифорния, США) — военный атташе США в прибалтийских государствах.

## Биография
Родился в семье эмигрантов из Второго рейха, Густава Хутштайнера (1844 — 1902) и Луизы Людвиг (1860 — 1936). Родственники семьи проживали в Гисене.
В 1938 был назначен военным атташе по трём прибалтийским государствам. Во время поздней части Зимней войны (1939-1940) являлся майором. Он получил орден Орлиного креста 3-го класса за заслуги перед Эстонией в 1940. Уехал в Хельсинки в июне 1940 года после присоединения Прибалтики к СССР, и стал послом (по другим данным военным прокурором) в Финляндии, где сменил майора Фрэнка Б. Хейна, военного агента США в Финляндии. До этого Хейн прибыл в Хельсинки из Москвы в ноябре 1939 в период Зимней войны, и когда Хатштайнер стал военным омбудсменом, Хейн продолжил работу в качестве его заместителя в феврале 1940. Хатштайнер вернулся на своё первоначальное место работы в Риге 31 мая 1940. Ему удалось получить точную военную информацию от Максимилиана фон Хелленса о планах с 1941 по 1942 по операции «Барбаросса» во время поездки в Третий рейх. Военный атташе США Джордж Эдвард Хутштайнер вместе с коллегой из Японской империи, офицерами гитлеровского вермахта и финской армии совместно фотографировались у памятника В. И. Ленину в захваченном финнами советском городе Петрозаводске 2 октября 1941.
Был женат на Луизе Адамс (1898 — 1981). Похоронен на частном кладбище Форест-Лаун.